# Reinhold Behr
Reinhold Behr (ur. 17 października 1948 w Tauberbischofsheim) – niemiecki szpadzista reprezentujący RFN, srebrny medalista olimpijski i dwukrotny medalista mistrzostw świata.
Na igrzyskach olimpijskich w Monachium w 1972 roku indywidualnie odpadł w drugiej rundzie, a drużynowo już w pierwszej rundzie. Na rozgrywanych cztery lata później igrzyskach olimpijskich w Montrealu reprezentacja RFN w składzie: Jürgen Hehn, Volker Fischer, Alexander Pusch, Reinhold Behr i Hanns Jana zdobyła drużynowo kolejny srebrny medal. W rywalizacji indywidualnej zajął dziewiąte miejsce.
Podczas mistrzostw świata w Göteborgu w 1973 roku wspólnie z Jürgenem Hehnem, Joachimem Peterem, Josephem Szepesim i Haraldem Heinem zdobył złoty medal w zawodach drużynowych. W tej samej konkurencji reprezentanci RFN z Behrem w składzie zdobyli również srebrny medal na mistrzostwach świata w Budapeszcie rok później.
W latach 1969, 1971 i 1976 zostawał mistrzem kraju.
Jego brat, Matthias Behr oraz szwagierka, Zita Funkenhauser także uprawiali szermierkę.